# Bratunac
Bratunac (cirílico: Братунац) es una ciudad y municipio ubicado en la parte oriental de la entidad denominada República Srpska, en Bosnia y Herzegovina. Pertenece a la Región de Vlasenica.

## Población

### 1971
Total: 26.513 
- Musulmanes - 13.428 (50,64%)
- Serbios - 12.820 (48,35%)
- Croatas - 50 (0,18%)
- Yugoslavos - 15 (0,05%)
- Otros - 200 (0,78%)

### 1991
En el censo de 1991, había 33.375 habitantes en el municipio de los cuales: 
- 21.564 eran bosnios musulmanes (64,2%)
- 11.479 serbios (34,2%)  (Véase: serbios de Bosnia y Herzegovina)
- 41 croatas (0,1%)  (Véase: croatas de Bosnia y Herzegovina )
- 491 otros (1,5%)

## Historia

### Historia Antigua
En 1381 se menciona por primera vez el nombre de Bratunac debido a la construcción de una carretera directa a través de la localidad entre Bosnia y Serbia. En ese momento, Bratunac se componía de cinco casas y una población de aproximadamente 30 personas. En 1927, Bratunac se convirtió en un municipio independiente por primera vez. 

### Siglo XX
Bratunac tenía en 1948 una población de 5033 habitantes.

### Guerra de Bosnia
La sistemática limpieza étnica desde 1992 en adelante desarraigó la población bosníaca de Bratunac. A partir de entonces, los hogares bosnios fueron saqueados y destruidos, así como cualquier raíz cultural o arquitectónica asociada a los bosnios, como ocurrió al principio de la guerra con los serbios en Srebrenica. De acuerdo con los datos actuales, 2.100 bosnios fueron asesinados en estos ataques [cita requerida], así como unos 3.267 serbios de zonas cercanas. El 12 de julio de 1992 tropas del ejército de Bosnia (ARBiH) bajo el mando de Naser Orić atacaron las aldeas de Zalazje, Biljača, Sada y Zagoni, causando la muerte de 69 civiles serbios e hiriendo a 70, mientras que 19 figuran como desaparecidos. Un total de 1.000 serbios fueron asesinados a comienzo de la guerra en 1992 en la zona de Bratunac y Srebrenica durante la sangrienta campaña liderarda por Naser Orić, las unidades musulmanas invadieron ocasionalmente aldeas serbias y mataron a su vez: mujeres, niños y ancianos. Todos estos sucesos desembocaron en la masacre de Srebrenica, en 1995, perpetrada por el Ejército de la República Srpska, que no hizo más que acrecentar el odio entre ambas etnias en la zona.